# Sami Gabra
Sami Gabra (24. dubna 1892, Abnub u Asyutu – 19. května 1979, Masr al-Gadida) byl egyptolog a koptolog, původem z Egypta.

## Životopis
Sami Gabra byl v období 1925–1928 kurátorem Egyptského muzea v Káhiře, profesorem na káhirské univerzitě a zakladatelem Société d'Archéologie Copte. Prováděl vykopávky v oblastech Dair Tassa, Tura, Tihna al-Dschabal, Tuna al-Gabal, Dahschur a Mér.

## Dílo
- Les Conseils de fonctionnaires dans l'Egypte pharaonique : scènes de récompenses royales aux fonctionnaires, Káhira, 1929.
- Peintures à fresques et scènes peintes à Hermoupolis-Ouest <Touna El-Gebel>, Káhira : Impr. l'Institut français d'archéologie orientale, 1954.
- Chez les derniers adorateurs du Trismegiste: La nécropole d'Hermopolis, Touna el Gebel, Káhira 1971.